# Ivan Danov
Ivan Evgueni Danov (Иван Евгени Данов, en bulgare), né le 6 juin 1957 à Sofia, est un homme politique bulgare membre du Parti socialiste bulgare (BSP). Il est ministre de la Planification des investissements entre le 29 mai 2013 et le 6 août 2014.

## Biographie

### Formation et vie professionnelle
Il est architecte de profession et enseigne à l'université d'architecture, de génie civil et de géodésie de Sofia.

### Activités politiques
Le 29 mai 2013, il est nommé ministre de la Planification des investissements, un ministère nouvellement créé, dans le gouvernement de centre-gauche de Plamen Orecharski. Son ministère est supprimé le 6 août 2014.
En 2013, un journaliste bulgare révèle d'Ivan Danov aurait perçu 15 000 euros d'allocations chômage en France (en 2004-2005) alors qu'il n'y vivait plus et travaillait en Bulgarie. Ivan Danov s'est défendu d'être au courant de cette situation et a porté plainte contre le journaliste pour diffamation.